# Minimalmengenschmierung
Die Minimalmengenschmierung (MMS) oder auch Minimalmengen-Kühlschmierung (MMKS) bezeichnet das Schmieren und Kühlen von Zerspanungsprozessen mit geringen Mengen Kühlschmiermittel. Dabei kommt bei Sprühsystemen ein Öl-Gas-Gemisch (vornehmlich Druckluft) zum Einsatz, bei Airless-Systemen werden kleinste Tropfen des Schmiermittels aufgetragen. Durch die optimale Schmiermenge an der richtigen Stelle wird die Entstehung von Reibungswärme verhindert oder zumindest stark reduziert. Eine eventuell verbleibende restliche Wärme wird über das Werkzeug und den Span abgeführt. Das Kühlschmiermittel muss prozesssicher dosiert und zum Werkzeug geleitet werden. Dies muss auch bei häufig wechselnden, sehr unterschiedlichen Werkzeugen gewährleistet werden. Außerdem ist der sichere Späneabtransport aus der Maschine wichtig, und ein Austreten von Aerosoldämpfen ist zu vermeiden. 
Das Verfahren ist eine Weiterentwicklung der üblichen Nassbearbeitung, bei der die Werkzeuge regelrecht mit Kühlschmierstoff überflutet werden. Eine verwandte Disziplin ist die Trockenbearbeitung, die gänzlich auf Schmierung bei der Metallzerspanung verzichtet.
Als Minimalmengenschmierung sind Zerspanungsprozesse definiert, welche weniger als 50 ml Kühlschmierstoff pro Stunde verwenden. Im Gegensatz zur kreislaufbasierten konventionellen Nassbearbeitung handelt es sich bei der MMS um eine Verlustschmierung, da das ausgetretene Schmiermittel nicht wieder aufbereitet wird.
Die Menge des eingesetzten Kühlschmierstoffs wird bei der Minimalmengenschmierung durch Dosiertechnik auf das für die Schmierung und Kühlung tatsächlich benötigte Maß reduziert und unter Druck oder mit Pressluft direkt an die Eingriffsstelle der Werkzeugschneide gebracht.

## Technologie
Die MMS erfordert je nach Bearbeitungsbedingungen minimale bis weitreichende Änderungen an Werkzeugmaschine und Werkzeug. Kreis-, Bandsägen oder Drehmaschinen können beispielsweise sehr einfach mit einem System zur MMS nachgerüstet werden. Im Bereich des High Performance Cuttings benötigt man jedoch speziell für die MMS konstruierte Maschinen und Werkzeuge.
Die Minimalmengenschmierungstechnik wird in folgende Systeme unterteilt:
- Systeme mit äußerer MMS-Zuführung

Bei der äußeren Zuführung wird dem Werkzeug bzw. der Wirkstelle die Minimalmenge durch eine im Bearbeitungsraum der Werkzeugmaschine installierte Düse zugeführt.
- Systeme mit innerer MMS-Zuführung

Die innere Zuführung des MMS-Mediums erfolgt hingegen durch die Arbeitsspindel, die Werkzeugaufnahme und das Werkzeug direkt bis an die Schneide. Hierdurch wird eine optimale Benetzung der Wirkpartner an der Eingriffsstelle ermöglicht. Die Gruppe der MMS-Systeme mit innerer Zuführung wird wiederum in 1-Kanal- und 2-Kanal-MMS-Systeme unterteilt. Bei 1-Kanalsystemen wird das Aerosol außerhalb der Spindel vorgemischt, bei 2-Kanalsystem direkt in der Spindel.

## Vorteile
- Finanzielle Vorteile
  - Es werden keine Hochdruckpumpen benötigt, die energieintensive Komponenten darstellen.
  - Bei optimierten Prozessen sind höhere Standzeiten zu erwarten.
  - In Einzelfällen lässt sich bei optimalen Prozessen die Prozessdauer reduzieren.
  - Kosten für Kauf, Lagerung und Transport sowie Entsorgung des KSS werden stark reduziert bzw. fallen weg.
  - Prüfen und Pflegen des KSS entfällt.
  - Je nach Anwendung können aufwendige Folgeprozesse für das Reinigen / Waschen der Werkstücke reduziert oder eingespart werden.
  - Trockene Späne können als Recycling-Material verkauft werden, nasse Späne müssen als Sondermüll entsorgt werden.

- Ökologische Vorteile
  - Es fallen keine umweltschädlichen Altemulsionen an.
  - Havarien durch in großen Mengen auslaufenden KSS sind nicht möglich.

- Arbeitssicherheit
  - Durch ein trockenes Maschinenumfeld wird das Risiko von Arbeitsunfällen gemindert.
- Gesundheitsschutz
  - Durch Kühlschmierstoff verursachte Erkrankungen (z. B. im Bereich der Atemwege, Hauterkrankungen) werden vermieden. Eine Staubbelastung durch das Zerspanen mit Minimalmengenschmierung konnte nicht nachgewiesen werden. Für Kühlschmierstoff gibt es keinen Arbeitsplatzgrenzwert mehr. Zur Bewertung werden als Anhaltswert die früheren Luftgrenzwerte herangezogen.[2]

## Nachteile
- Je nach Konstellation kommt es zu hohen Investitionen für die Umrüstung der Maschinen.
- Die Werkzeugkosten können sich bei der inneren MMS-Zuführung durch innengekühlte Werkzeuge erhöhen.
- Eine sehr sorgfältige Abstimmung von Werkstück, Maschinenparametern, Werkzeug und Schmierung ist erforderlich. Die dazu nötige Fachkenntnis fehlt meist und muss zugekauft werden.
- Die Umstellung auf Minimalmengenschmierung ist nicht für alle Verfahren, Maschinen und Werkstücke sinnvoll, so dass meist die KSS-Versorgung im Unternehmen weiter erforderlich ist.